# Béclan
Béclan ist eine alte Rotweinsorte, die in der Weinbauregion Jura im mittleren Osten von Frankreich angebaut wird. Im Jahr 1988 wurde eine bestockte Rebfläche von 10 Hektar erhoben.  In seinem 1897 veröffentlichten Werk -Les
vignobles du Jura et de la Franche-Comté, synonymie, description et histoire des cépages
qui les peuplent- schätzte der Ampelograph Charles Rouget den Bestand auf 400 bis 500 Hektar.
Im Jura wird die Sorte häufig Petit Béclan genannt, um sie vom Peloursin zu unterscheiden, der lokal Gros Béclan genannt wird.
Die Rotweine sind hellfarbig und mäßig gerbstoffreich (Tannine). 

## Ampelographische Sortenmerkmale
In der Ampelographie wird der Habitus folgendermaßen beschrieben:
- Die Triebspitze ist offen. Sie ist leicht weißwollig behaart, mit karminrotem Anflug.  Die Jungblätter sind spinnwebig behaart und bronzefarben gefleckt (Anthocyanflecken)
- Die leicht fünfeckig ausgebildeten Blätter (siehe auch den Artikel Blattform) sind dunkelgrün, klein, dick und ausgeprägt fünflappig. Die Stielbucht ist lyrenförmig offen oder leicht geschlossen. Der Blattrand ist stumpf gezahnt. Die Zähne sind im Vergleich zu anderen Rebsorten mittelweit gesetzt. Im Herbst verfärbt sich das Laub vollständig rot.
- Die walzenförmige Traube ist klein und dichtbeerig. Die rundlichen bis ovoiden Beeren sind klein. Sie sind bei Vollreife von tiefblauer bis schwarzer Farbe.

Die Rebsorte Béclan reift circa 10 Tage nach dem Gutedel und ist gilt damit für eine Rebsorte international als noch früh reifend. Die Sorte gilt als ertragsschwach.
Béclan treibt früh aus und ist somit bei späten Frühjahrsfrösten gefährdet. Sie ist empfindlich gegen die Pilzkrankheiten Echter Mehltau und Falscher Mehltau sowie gegen die Grauschimmelfäule.

## Synonyme
Die Rebsorte Béclan ist auch unter den Namen Baccalan, baclan, Becclan, Beikian, Beitrian, Durau, Dureau, Duret, Margillin petit, petit Béclan, Petit Dureau, Petit Margillin, Rousette noire (bei Lons-le-Saunier), Saunoir, Saut noir, Sceau noir, Seaut noir und Süßschwarz bekannt. 